# Seifula Seferowitsch Magomedow
Seifula Seferowitsch Magomedow (russisch Сейфула Сеферович Магомедов; * 15. Mai 1983 in Machatschkala) ist ein russischer Taekwondoin. Er startet in der leichtesten Gewichtsklasse bis 54 Kilogramm. Mit vier Europameistertiteln ist er der erfolgreichste russische Taekwondoin bei Europameisterschaften.
Magomedow feierte seine ersten Erfolge im Juniorenbereich. In Nikosia wurde er im Jahr 1999 Junioreneuropameister, im folgenden Jahr gewann er in Killarney Bronze bei der Juniorenweltmeisterschaft. Er gehört seit dem Jahr 2001 zum russischen Nationalteam. Gleich bei seiner ersten Weltmeisterschaft 2001 im Erwachsenenbereich in Jeju-si konnte er in der Klasse bis 58 Kilogramm ins Halbfinale einziehen und Bronze gewinnen, im folgenden Jahr erkämpfte er sich in Samsun mit Bronze auch seine erste EM-Medaille. Erfolgreich verlief auch das Jahr 2004. Magomedow zog bei der Europameisterschaft in Lillehammer ins Finale ein und gewann Silber. Er qualifizierte sich in der Klasse bis 58 Kilogramm für die Olympischen Spiele 2004 in Athen, musste jedoch eine Auftaktniederlage hinnehmen und schied aus. Seinen ersten Titel bei einer großen Meisterschaft errang Magomedow bei der Europameisterschaft 2006 in Bonn. Er siegte in der Klasse bis 54 Kilogramm. Den Titel verteidigte er 2008 in Rom, 2010 in Sankt Petersburg und 2012 in Manchester erfolgreich.
Magomedow ist Absolvent an der Staatlichen Landwirtschaftlichen Akademie Dagestan.